# Kabinett Ulmanis V

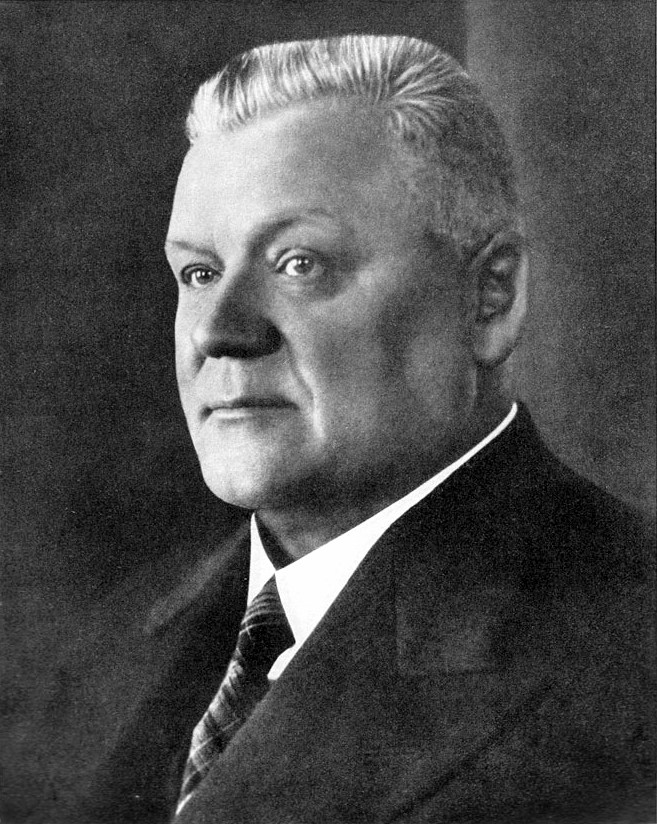
Ministerpräsident Kārlis Ulmanis

Das Kabinett Ulmanis V war die zehnte Regierung der Republik Lettland und wurde am 24. Dezember 1925 von Ministerpräsident Kārlis Ulmanis gebildet. Das Kabinett löste das Kabinett Celmiņš I ab und blieb bis zum 6. Mai 1926 im Amt, woraufhin es vom Kabinett Alberings abgelöst wurde.
Dem Kabinett gehörten folgende Minister an:
| Amt                                | Amtsinhaber        | Beginn der Amtszeit | Ende der Amtszeit |
| ---------------------------------- | ------------------ | ------------------- | ----------------- |
| Ministerpräsident                  | Kārlis Ulmanis     | 24. Dezember 1925   | 6. Mai 1926       |
| Außenminister                      | Hermanis Albats    | 24. Dezember 1925   | 6. Mai 1926       |
| Innenminister                      | Eduards Laimiņš    | 24. Dezember 1925   | 6. Mai 1926       |
| Kriegsminister                     | Jānis Goldmanis    | 24. Dezember 1925   | 6. Mai 1926       |
| Finanzminister                     | Jānis Blumbergs    | 24. Dezember 1925   | 6. Mai 1926       |
| Justizminister                     | Ansis Petrevics    | 26. Januar 1926     | 6. Mai 1926       |
| Landwirtschaftsminister            | Markuss Gailītis   | 24. Dezember 1925   | 6. Mai 1926       |
| Verkehrsminister                   | Pēteris Āronietis  | 24. Dezember 1925   | 6. Mai 1926       |
| Minister für öffentliche Wohlfahrt | Vladislavs Rubulis | 24. Dezember 1925   | 6. Mai 1926       |
| Bildungsminister                   | Edmunds Ziemelis   | 24. Dezember 1925   | 6. Mai 1926       |
| Stellvertretender Innenminister    | Antons Velkme      | 24. Dezember 1925   | 6. Mai 1926       |